# Штендера, Марк
Марк Штенде́ра (нем. Marc Stendera; 10 декабря 1995, Кассель, Германия) — немецкий футболист, полузащитник клуба «Ингольштадт 04».

## Клубная карьера
Штендера выступал за юношеские команды «Хейлигенроде» и «Веллмар». В 2010 году присоединился к молодёжному составу франкфуртского «Айнтрахта».
С сезона 2012/13 Марк стал привлекаться к тренировкам вместе с основным составом. В конце декабря 2012 года Штендера подписал свой первый профессиональный контракт сроком до 30 июня 2015 года. 6 апреля 2013 года Штендера провёл свой первый матч в Бундеслиге, выйдя на замену в игре против мюнхенской «Баварии». Уже в следующей игре Марк вышел в стартовом составе и отметился результативной передачей. Всего Штендера принял участие в 5 матчах Бундеслиги сезона 2012/13.
13 июля 2013 года получил травму (разрыв крестообразных связок), которая вывела Марка из строя на полгода.
26 мая 2014 года Штендера продлил контракт с «Айнтрахтом» до 2017 года с возможностью продления ещё на один год. В сентябре 2019 года Марк Штендера перешел в «Ганновер».

## Карьера в сборной
Марк выступал за юношеские сборные Германии до 17 и до 18 лет. В настоящее время является членом юношеской сборной до 19 лет.
Принимал участие в Юношеском чемпионате Европы 2012 в Словении. На турнире немецкая сборная дошла до финала, уступив в решающей встрече голландцам в серии послематчевых пенальти. Штендера не реализовал свой удар, ставший решающим при определении победителя.
В составе сборной до 19 лет стал победителем юношеского чемпионата Европы 2014.